# Bandiera della Repubblica Popolare Cinese
La bandiera della Repubblica Popolare Cinese, nota anche come la "bandiera rossa a cinque stelle" (五星红旗 in pinyin: wu xing hongqi), venne disegnata da Zeng Liansong (曾联松 zēng lián sòng), un economista di professione e talentuoso artista che risiedeva a Rui'an (瑞安 rùi ān), che si trova a Zhejiang: disegnò la bandiera in risposta ad una circolare distribuita dalla conferenza politica consultiva del popolo cinese (CPCPC) nel luglio del 1949, poco dopo che essa prese il potere.
Dopo che più di 3.000 proposte vennero ricevute il disegno di Zeng venne scelto, dopo essere stato nominato come uno dei trentotto finalisti. Mao Zedong in persona issò la prima di queste bandiere su un'asta che sovrastava piazza Tienanmen, il giorno in cui venne mostrata per la prima volta.

## Simbologia
Il disegno incorpora alcuni dei ben noti simboli del comunismo: lo sfondo rosso e il giallo brillante per le stelle. La stella più grande simboleggia la guida del Partito Comunista Cinese. L'interpretazione popolare vuole che le quattro stelle più piccole rappresentino le quattro classi sociali: gli operai, i contadini, gli studenti e i soldati, ma questa resta comunque un'interpretazione. Per l'autore della bandiera, Zeng, le quattro stelle simboleggiano i lavoratori, i contadini, i piccoli borghesi e la borghesia.

## Storia
Il disegno subì numerosi cambiamenti e venne approvato dal CPCPC il 27 settembre 1949 durante la sua prima sessione plenaria. Il disegno originale prevedeva varie differenze rispetto alla bandiera odierna. Originariamente la bandiera aveva una falce e martello dipinte all'interno della stella più grande (rappresentante l'unità e la forza combinata del governo e del popolo, oltre al simbolo comunista per eccellenza) e alcune strisce gialle orizzontali sotto le stelle (rappresentanti l'etnia Han, maggioritaria in Cina, e forse il Fiume Giallo). Queste idee vennero comunque abbandonate in favore di un disegno più semplice ed essenziale.

## Bandiere storiche

Vessillo della dinastia Qing (1616-1862) e bandiera personale dell'imperatore (1616-1912)
Bandiera della dinastia Qing (1862-1889)
Bandiera della dinastia Qing (1889-1912), Questa fu la prima vera e propria bandiera ufficiale nella storia cinese
Bandiera della Repubblica di Cina (1912-1928), detta anche «bandiera dei cinque colori». Le cinque bande orizzontali rappresentano le cinque principali etnie del Paese: Han (rosso), Manciù (giallo), Mongoli (azzurro), Hui (bianco), Tibetani (nero)[2].
Bandiera dell'Impero di Cina (1915-1916)
Bandiera della Repubblica di Cina (1928-1949)

## Bandiere proposte

Disegno originale della bandiera ideato da Zeng Liansong
La versione alternativa preferita da Mao Zedong con il Fiume Giallo sotto la stella
Seconda versione alternativa
Terza versione alternativa
Quarta versione alternativa